# Abderramán V
Abderramán V fue el décimo califa del Califato de Córdoba y séptimo perteneciente a la dinastía omeya, entre 1023 y 1024.
Hermano de Muhammad II al-Mahdi, el que fuera cuarto califa cordobés, fue elegido el 2 de diciembre de 1023 cuando los cordobeses decidieron expulsar del trono a la dinastía hammudí, entonces representada por Al-Qasim al-Mamun, y sustituirla por la omeya legítima.
Convertido en un mero títere de las distintas facciones que pululaban por la capital del califato, Abderramán, que adoptó el título de al-Mustazhir bi-llah ('El que implora el socorro de Alá'), fue incapaz de sofocar los continuos disturbios. Su reinado apenas se extendió durante dos meses y medio ya que, el 17 de enero de 1024 fue ejecutado en el transcurso de uno de los motines que asolaban la ciudad por orden de su primo Muhammad III, a quien los amotinados habían proclamado nuevo califa.
| Predecesor: Al-Qasim al-Mamun | Califa de Córdoba 1023-1024 en oposición a Yahya al-Muhtal | Sucesor: Muhammad III |